# Ума Турман
У́ма Кару́на Ту́рман (англ. Uma Karuna Thurman, нар. 29 квітня 1970, Бостон, США) — американська акторка, продюсерка, сценаристка, модель та учасниця міжнародних форумів.

## Біографія
Батько — професор Колумбійського університету, фахівець зі східних релігій і в минулому буддійський чернець Роберт Турман. Мати —баронеса Нена фон Шлебрюгге, працює психотерапевткою, має громадянство Королівства Швеція: приїхавши до Америки, працювала моделлю, жила серед хіпі і була в короткому шлюбі з Тімоті Лірі.
Названа на честь індуїстської богині (Ума означає «та, що звучить»).
З 1990 по 1992 була одружена з Ґері Олдменом, розлучилася через його алкоголізм і часті зради. У травні 1998 року пошлюбила партнера по фільму «Ґаттака» Ітана Гоука. Від нього народила доньку Маю Гоук (1998) та сина (2002). Проте коли Тарантіно вирішив під час зйомок «Вбити Білла» зачекати, коли Турман народить другу дитину, Гоук пішов від Турман (2005).
З 2007 по 2014 роки була у незареєстрованому шлюбі з фінансистом Арпадом Бюссоном. 15 липня 2012 року народила доньку Луну Турман-Бюссон.
У червні 2018 року стало відомо, що Ума Турман надала запит на отримання громадянства Швеції, щоб переїхати до країни. Для проходження всіх юридичних і бюрократичних процедур Турман найняла в Нью-Йорку відомого шведського адвоката та колишнього міністра юстиції Томаса Будстрема (Thomas Bodström). Турман має багато родичів в провінції Сконе, куди збирається переїхати.
Ума Турман з 11 років вегетаріанка.

## Кар'єра

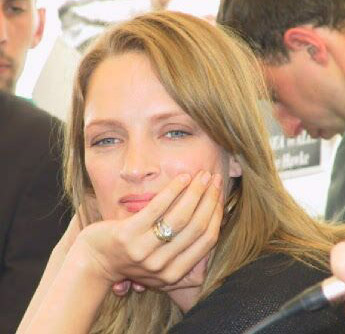
На пресконференції в Каннах

Приїхавши до Нью-Йорка, Турман працювала посудомийкою і намагалася пробитися у фотомоделі. По-справжньому її помітили тільки після епізодичної ролі в фільмі Тері Гільяма «Пригоди барона Мюнхгаузена», де вона втілила Венеру у пародію на «Народження Венери».
Слава прийшла до неї після виходу фільму «Генрі та Джун», де вона зіграла дружину письменника Генрі Міллера. Відвертістю фільм вразив пуританську американську цензуру, у зв'язку з чим отримав прокатний рейтинг порнографії (пізніше замінений на проміжний NC-17), а Турман стали називати «секс-символом для інтелектуалів».
У 1993 році мала дві невдалі ролі у маловідомих фільмах. В одному з них грала з Робертом де Ніро, а за іншу отримала Золоту Малину у категорії "Найгірша акторка року".
Ще один відомий фільм Турман — «Кримінальне чтиво» («Pulp Fiction») Квентіна Тарантіно. Завдяки цій роботі Турман номінувалася на «Оскар» у категорії Найкраща жіноча роль другого плану і остаточно закріпилася в статусі зірки.

## Фільмографія
| Рік       |    | Українська назва                      | Оригінальна назва                                  | Роль                            |
| --------- | -- | ------------------------------------- | -------------------------------------------------- | ------------------------------- |
| 1987      | ф  | Поцілуй татка на добраніч             | Kiss Daddy Goodnight                               | Лаура                           |
| 1988      | ф  | Джонні, будь хорошим                  | Johnny Be Good                                     | Джорджія Елканс                 |
| 1988      | ф  | Пригоди барона Мюнхаузена             | The Adventures of Baron Munchausen                 | Венера / Роза                   |
| 1988      | ф  | Небезпечні зв'язки                    | Dangerous Liaisons                                 | Сесіль де Воланж                |
| 1990      | ф  | Дім там, де серце                     | Where the Heart Is                                 | Дафна Макбейн                   |
| 1990      | ф  | Генрі і Джун                          | Henry & June                                       | Джун Міллер                     |
| 1991      | ф  | Робін Гуд                             | Robin Hood                                         | Леді Меріан                     |
| 1992      | ф  | Кінцевий аналіз                       | Final Analysis                                     | Даяна Бейлор                    |
| 1992      | ф  | Дженніфер 8                           | Jennifer Eight                                     | Хелена Робертсон                |
| 1993      | ф  | Скажений пес і Глорія                 | Mad Dog and Glory                                  | Глорія                          |
| 1993      | ф  | Навіть ковбойки іноді сумують         | Even Cowgirls Get the Blues                        | Сіссі Генкшоу                   |
| 1994      | ф  | Кримінальне чтиво                     | Pulp Fiction                                       | Мія Воллес                      |
| 1995      | ф  | Місяць біля озера                     | A Month by the Lake                                | міс Бомон                       |
| 1996      | ф  | Правда про кішок та собак             | The Truth About Cats & Dogs                        | Ноель                           |
| 1996      | ф  | Красиві дівчата                       | Beautiful Girls                                    | Андера                          |
| 1997      | ф  | Гаттака                               | Gattaca                                            | Ірен Кассіні                    |
| 1997      | ф  | Бетмен і Робін                        | Batman and Robin                                   | Отруйний Плющ                   |
| 1998      | ф  | Знедолені                             | Les Miserables                                     | Фантіна                         |
| 1998      | ф  | Месники                               | The Avengers                                       | Емма Піл                        |
| 1999      | ф  | Солодкий і противний                  | Sweet and Lowdown                                  | Бланш                           |
| 2000      | ф  | Ватель                                | Vatel                                              | Анна де Монтасьє                |
| 2000      | ф  | Золота чаша                           | The Golden Bowl                                    | Шарлотта Стент                  |
| 2001      | ф  | Стрічка                               | Tape                                               | Емі Рендалл                     |
| 2001      | ф  | Стіни Челсі                           | Chelsea Walls                                      | Грейс                           |
| 2002      | тф | Істерична сліпота                     | Hysterical Blindness                               | Деббі Міллер                    |
| 2003      | ф  | Час розплати                          | Paycheck                                           | докторка Рейчел Портер          |
| 2003      | ф  | Вбити Білла 1                         | Kill Bill: Vol. 1                                  | Беатрікс Кіддо / Чорна Мамба    |
| 2004      | ф  | Вбити Білла 2                         | Kill Bill: Vol. 2                                  | Беатрікс Кіддо / Чорна Мамба    |
| 2005      | а  | Навсікая з Долини Вітрів              | 風の谷のナウシカ                                   | Кушана (англ. дубляж)           |
| 2005      | ф  | Будь крутішим!                        | Be Cool                                            | Еді Атенс                       |
| 2005      | ф  | Мій найкращий коханець                | Prime                                              | Рафі Ґарде                      |
| 2005      | ф  | Продюсери                             | The Producers                                      | Улла                            |
| 2006      | ф  | Моя супер-колишня                     | My Super Ex-Girlfriend                             | Дженні / G-Girl                 |
| 2007      | ф  | Все життя перед її очима              | The Life Before Her Eyes                           | Даяна                           |
| 2008      | ф  | Випадковий чоловік                    | The Accidental Husband                             | Емма Ллойд                      |
| 2008      | тф | Моє цинкове ліжко                     | My Zinc Bed                                        | Ельза Квінн                     |
| 2008      | тф | Різдво Маппетів                       | A Muppets Christmas: Letters to Santa              | Джой                            |
| 2009      | ф  | Материнство                           | Motherhood                                         | Елайза Велш                     |
| 2010      | ф  | Персі Джексон та викрадач блискавок   | Percy Jackson & the Olympians: The Lightning Thief | Медуза Горгона                  |
| 2010      | ф  | Церемонія                             | Ceremony                                           | Зої                             |
| 2012      | с  | Успіх                                 | Smash                                              | Ребекка Дюваль (5 епізодів)     |
| 2012      | ф  | Любий друг                            | Bel Ami                                            | Меделін Форестер                |
| 2012      | ф  | Чоловік нарозхват                     | Playing for Keeps                                  | Петті                           |
| 2013      | ф  | Муві 43                               | Movie 43                                           | Лоїс Лейн                       |
| 2013      | ф  | Німфоманка                            | Nymphomaniac                                       | місис H                         |
| 2015      | ф  | Шеф Адам Джонс                        | Burnt                                              | Сімона                          |
| 2015      | с  | Ляпас                                 | The Slap                                           | Анук Латам (6 епізодів)         |
| 2017—2018 | с  | Типу моя дружина                      | Imposters                                          | Ленні Коен (6 епізодів)         |
| 2018      | ф  | Завзяті шахраї                        | The Con Is On                                      | Гарріет Фокс                    |
| 2018      | ф  | Дім, який побудував Джек              | The House That Jack Built                          | перша жінка                     |
| 2018      | ф  | Темні коридори                        | Down a Dark Hall                                   | мадам Сімон Дюре                |
| 2019      | с  | Покої                                 | Chambers                                           | Ненсі Лефевр (10 епізодів)      |
| 2020      | ф  | Війна з дідусем                       | The War with Grandpa                               | Саллі                           |
| 2022      | ф  | Голлівудська зірочка                  | Hollywood Stargirl                                 | Роксана Мартель                 |
| 2022      | с  | Супер прокачаний                      | Super Pumped                                       | Аріанна Хаффінгтон (7 епізодів) |
| 2023      | ф  | Червоний, білий та королівський синій | Red, White & Royal Blue                            | Президентка Елен Клеремонт      |
| 2023      | ф  | Кімната вбивств                       | The Kill Room                                      | Патріс                          |
|           | ф  | Балерини в драйві                     | Ballerina Overdrive                                |                                 |

## Нагороди та номінації
7 лютого 2006 року Ума Турман нагороджена французьким Орденом мистецтв і літератури.
| Нагорода                       | Рік  | Категорія                                             | Робота               | Результат |
| ------------------------------ | ---- | ----------------------------------------------------- | -------------------- | --------- |
| Оскар                          | 1995 | Найкраща жіноча роль другого плану                    | Кримінальне чтиво    | Номінація |
| BAFTA Film Awards              | 1995 | Найкраща жіноча роль                                  | Кримінальне чтиво    | Номінація |
| BAFTA Film Awards              | 2004 | Найкраща жіноча роль                                  | Убити Білла. Фільм 1 | Номінація |
| Золотий глобус                 | 1995 | Найкраща жіноча роль другого плану — кінофільм        | Кримінальне чтиво    | Номінація |
| Золотий глобус                 | 2003 | Найкраща жіноча роль мінісеріалу або телефільму       | Істерична сліпота    | Перемога  |
| Золотий глобус                 | 2004 | Найкраща жіноча роль — драма                          | Убити Білла. Фільм 1 | Номінація |
| Золотий глобус                 | 2005 | Найкраща жіноча роль — драма                          | Убити Білла. Фільм 2 | Номінація |
| Еммі                           | 2012 | Найкраща запрошена акторка в драматичному телесеріалі | Успіх                | Номінація |
| Премія Гільдії кіноакторів США | 1995 | Найкраща жіноча роль другого плану                    | Кримінальне чтиво    | Номінація |
| Премія Гільдії кіноакторів США | 2003 | Найкраща жіноча роль у мінісеріалі або телефільмі     | Істерична сліпота    | Номінація |
| Супутник                       | 2005 | Найкраща жіноча роль — драма                          | Убити Білла. Фільм 2 | Номінація |
| Кінопремія «Вибір критиків»    | 2005 | Найкраща жіноча роль                                  | Убити Білла. Фільм 2 | Номінація |
| Незалежний дух                 | 2002 | Найкраща жіноча роль другого плану                    | Плівка               | Номінація |
| Сатурн                         | 2004 | Найкраща кіноакторка                                  | Убити Білла. Фільм 1 | Перемога  |
| Сатурн                         | 2005 | Найкраща кіноакторка                                  | Убити Білла. Фільм 2 | Номінація |

## Відзнаки та назви на честь
- На честь акторки названо вид ігуаноподібних ящірок — Uma thurmanae.